# Dendrelaphis formosus
Dendrelaphis formosus är en ormart som beskrevs av Boie 1827. Dendrelaphis formosus ingår i släktet Dendrelaphis och familjen snokar. Inga underarter finns listade i Catalogue of Life.
Arten förekommer i Sydostasien och i västra delen av den australiska regionen på södra Malackahalvön, Borneo, Sumatra, Java och på flera mindre öar i regionen fram till Aruöarna. Den lever i låglandet upp till 600 meter över havet. Habitatet utgörs av olika slags skogar och dessutom besöks trädgårdar och områden kring byar. Dendrelaphis formosus jagar ödlor och ibland groddjur. Honor lägger ägg.
För beståndet är inga hot kända. IUCN kategoriserar arten globalt som livskraftig.